# S.W.A.T. (seriál, 2017)
S.W.A.T. je americký kriminální televizní seriál, založený na stejnojmennem seriálu z roku 1975 vytvořený Robertem Hamnerem a Rickem Huskym. Nový seriál byl vytvořený Aaronem Rahsaanem Thomasem a Shawnem Ryanem a měl premiéru na stanici CBS 2. listopadu 2017. Dne 27. března 2018 televize CBS oznámila, že seriál získa druhou řadu. Ta měla premiéru dne 27. září 2018. V Česku měl seriál premiéru 5. února 2018 na stanici AXN.
Dne 9. května 2019 byla stanicí CBS objednána třetí řada, která měla premiéru 2. října 2019. 6. května 2020 byl seriál obnoven pro čtvrtou řadu.

## Obsazení

### Hlavní role
| Postava                      | Představitel       | Český dabing     | Řady            | Řady            | Řady            | Řady            |
| Postava                      | Představitel       | Český dabing     | 1               | 2               | 3               | 4               |
| ---------------------------- | ------------------ | ---------------- | --------------- | --------------- | --------------- | --------------- |
| Daniel „Hondo“ Harrelson Jr. | Shemar Moore       | Filip Švarc      | hlavní          | hlavní          | hlavní          | hlavní          |
| David „Deacon“ Kay           | Jay Harrington     | Jakub Saic       | hlavní          | hlavní          | hlavní          | hlavní          |
| Dominique Luca               | Kenny Johnson      | Ladislav Cigánek | hlavní          | hlavní          | hlavní          | hlavní          |
| James „Jim“ Street           | Alex Russell       | Libor Bouček     | hlavní          | hlavní          | hlavní          | hlavní          |
| Christina „Chris“ Alonsová   | Lina Esco          | Eliška Nezvalová | hlavní          | hlavní          | hlavní          | hlavní          |
| Victor Tan                   | David Lim          | Radek Hoppe      | hlavní          | hlavní          | hlavní          | hlavní          |
| Robert Hicks                 | Patrick St. Esprit | Marcel Vašinka   | vedlejší        | hlavní          | hlavní          | hlavní          |
| Jessica „Jess“ Cortezová     | Stephanie Sigman   | Lucie Štěpánková | hlavní          | hlavní          | Does not appear | Does not appear |
| Piper Lynchová               | Amy Farrington     | Dagmar Čárová    | Does not appear | Does not appear | hlavní          | hlavní          |

### Vedlejší role
- Peter Onorati jako seržant Jeffrey „Jeff“ Mumford
- Louis Ferreira jako seržant William „Buck“ Spivey (první a třetí řada)
- Aaron Bledsoe jako Raymont Harris, teenager, kterého Buck omylem postřelil (první řada)
- Louis Ferrigno Jr. jako seržant Donovan Rocker
- Sherilyn Fenn jako Karen Streetová, matka Jima Streeta (vedlejší: první řada; host: druhá řada)
- Bre Blair jako Annie Kayová, Deaconova manželka[14] (vedlejší: řady 1–2; host: třetí řada)
- Deshae Frost jako Darryl Henderson, Leroyův syn, kterého Hondo později adoptuje (host: první řada; vedlejší: řady 2–3)
- Peter Facinelli jako Michael Plank (první řada)[15]
- Otis Gallop jako seržant Stevens, veterán jednotky SWAT (host: první řada; vedlejší: řady 2–3)
- Juan Javier Cardenas jako Beni, strážník jednotky SWAT (druhá řada)
- Debbie Allen jako Charice Harrelsonová, Hondova matka (vedlejší: druhá řada; host: třetí řada)
- Nikiva Dionne jako Nia Wellsová, státní návladní a Hondova ex-přítelkyně (vedlejší: druhá řada; host: třetí řada)
- Daniel Lissing jako Ty, Chrisin přítel v polyamorním vztahu (vedlejší: druhá řada; host: třetí řada)
- Claire Coffee jako Kira, Chrisina přítelkyně v polyamorním vztahu (vedlejší: druhá řada; host: třetí řada)
- Obba Babatundé jako Daniel Harrelson Sr., Hondův otec (host: řady 1–2; vedlejší: třetí řada)
- Laura James jako Molly Hicksová, právnička a dcera velitele Roberta Hickse (host: druhá řada; vedlejší: třetí řada)
- Michael Marc Friedman jako seržant Becker (třetí řada)
- Cory Hardrict jako Nate Warren (třetí řada)
- Rochelle Aytes jako Nichelle (třetí řada)
- Bailey Chase jako Owen Bennett (třetí řada)

### Hostující role
- Amanda Lowe-Oadell jako Lila Kayová, Deaconova a Anniena dcera
- Michael Beach jako Leroy Henderson, Hondův kamarád z dětství a Darrylův otec, který je v současné době ve vězení
- Joseph Lee Anderson jako strážník Tony Larmen (druhá řada)
- Bess Armstrong jako Barrettová, starostka Los Angeles (druhá řada)

## Děj
Afroamerický velitel jednotky S.W.A.T. stojí na pomezí, protože váhá mezi loajalitou k ulicím, na kterých vyrůstal, a ke svým kolegům. Jeho úkolem je vytvořit speciální jednotku, díky které nastolí v ulicích Los Angeles spravedlnost.

## Vysílání
| Řada | Díly | Premiéra v USA     | Premiéra v USA  | Premiéra v ČR   | Premiéra v ČR     |
| Řada | Díly | První díl          | Poslední díl    | První díl       | Poslední díl      |
| ---- | ---- | ------------------ | --------------- | --------------- | ----------------- |
| 1    | 22   | 2. listopadu 2017  | 17. května 2018 | 5. února 2018   | 2. července 2018  |
| 2    | 23   | 27. září 2018      | 16. května 2019 | 11. března 2019 | 12. srpna 2019    |
| 3    | 21   | 2. října 2019      | 20. května 2020 | 7. dubna 2020   | 22. prosince 2020 |
| 4    | 18   | 11. listopadu 2020 | 26. května 2021 | 12. dubna 2021  | 2. srpna 2021     |
| 5    | 22   | 1. října 2021      | 22. května 2022 | 4. dubna 2022   | bude oznámeno     |

## Produkce
Shawn Ryan a Aaron Rahsaan Thomas jsou vedoucími producenty a showrunnery seriálu. Nový seriál stanice CBS objednala 12. května 2017. Seriál měl premiéru 2. listopadu 2017. Dne 17. listopadu 2017 CBS objednala seriál pro celou první řadu s počtem 20 dílů a 1. prosince 2017 objednala pro první řadu další dvě díly s celkovým počtem 22 dílů.